# Ракхайн
Ракха́йн, Арака́н (бирм. ရခိုင်) — штат в Мьянме, а также историческая область. С юга выходит к морю, с севера граничит со штатом Чин, с востока граничит с округами Магуэй, Пегу и Иравади, на западе находится Бенгальский залив и округ Читтагонг в Бангладеш. Административный центр — город Ситуэ, другой большой город — Тандуэ. Население в 2012 году составляло 3 132 651 человек. Плотность населения — 85,18 чел./км².

## Название
Название Ракхайн произошло от пали Раккхапура (санскр. Ракшапура), что означает «страна ракшасов» .
С другой стороны, палийское и санскритское названия могут означать «Страна араканцев», которые гордятся сохранением высокой национальной культуры и высокой буддийской морали и этики. Предположительно, упоминания об Аракане есть в древнеримских и греческих источниках.

## История

### Дханьявади
Существует легенда о том, что Будда Гаутама лично посетил Дханьявади, и в этот период была изготовлена Великая Статуя Махамуни, после чего Аракан стал оплотом буддизма. Возникла монетная система денежного обращения.

### Весали(Вайшали)
Основатель династии — царь Дван Чандра.

### Лемро
Основатель династии — царь Нга Тоун Мун. Период Лемро был эпохой высшего расцвета цивилизации Бенгальского залива, в это время шла активная торговля с западными странами.
В XI—XIII веках северные районы Аракана были вассальны Пагану.

### Мьяу-У
При правителе Минбине 1531—1553 начался период расцвета и территориального расширения Аракана. Значительная роль в экономике страны играли морская торговля и пиратство, находившиеся в основном в руках португальских авантюристов. После поражения в войне с Могольской империей (1666) Аракан ослабел, потеряв Читтагонг и значительную территорию, а феодальные усобицы и борьба за престол, начавшиеся с 1731, облегчили захват Аракана бирманским правителем Бодопаей и присоединение его к Бирме в 1785.

### Под властью бирманцев
В 1784 царь Бирмы Бодопайя вторгся в Аракан и оккупировал страну. Национальная реликвия — Махамуни Будда — был взят в виде трофея и переправлен в Мандалай. Атаки бирманцами араканских беженцев в районе Британской Бенгалии побудили англичан начать Первую англо-бирманскую войну 1824—1826, по мирному соглашению в Яндабо 1826 Аракан отошёл к Британии.

### Английская колония
1826—1948, столица Акьяб

#### Японская оккупация
1942—1945, столица Акьяб

### Бирманский союз
C 1948, столица Акьяб.

#### Борьба за независимость
С 1950 поднялось растущее движение за независимость и восстановление араканской государственности. В качестве уступки в 1974 бирманский лидер Не Вин признал за Араканом статус национального округа вместо административного округа, как это было прежде. Движение за независимость ослабло, бирманское правительство смогло сыграть на противоречиях местных буддистов и мусульман.
Нынешние власти Мьянмы не признают рохинджа коренным населением Аракана и требуют депортации представителей этой народности в Бангладеш на основании того, что они, якобы, являются потомками бенгальцев-мусульман, нелегально перешедших мьянманско-бангладешскую границу.
30 января 2015 года на острове Ранбьэ был официально открыт глубоководный нефтяной порт Чжаупхьу. Нефть из резервуаров нефтяного терминала CNPC по магистральному нефтепроводу (МНП) поступает в Китай. МНП проходит параллельно ранее построенному магистральному газопроводу, по которому газ из блока Шве у побережья штата Ракхайн поступает в Китай.

## Население и религия
Население делится на две основных этнических группы — араканцы (бирманский субэтнос) и рохинджа (бенгальский субэтнос). Кроме того, на территории Аракана проживают мро, кхуми, каманцы, динеты, мармагри и другие малые народности. Большинство населения исповедуют буддизм, кроме того, среди рохинджа популярен ислам.
До X века был распространён индуизм.
Буддизм существовал на территории Аракана с ранних времён, по традиции считают принятием буддизма II век до н. э.
Ислам появился в X—XII веках.
Население по переписи 2014 года − 3 188 807, из них переписано − 2 098 087, не переписано 1 090 000. В Ракхайне безработица населения составляет 10 %. Только 30 % населения живут в хороших санитарных условиях . Достаточно низкий уровень фертильности − 2,24. 300000 населения приехало из-за пределов штата (из них более 100000 из-за границы, в основном Таиланд и Малайзия). В штате высок уровень мигрантов из Бангладеш (не учтенных в переписи).

## Административное деление
Штат состоит из четырёх округов, которые поделены на 17 районов, в которые входят 1164 посёлков и деревень.

### Округа
1. Ситуэ (Sittwe) (12 504 км²; 1 099 568 человек)
2. Маунгдау (Maungdaw) (3 538 км²; 763 844 человек)
3. Чаупхью (Kyaukpyu) (9 984 км²; 458 244 человек)
4. Тандуэ (Thandwe) (10 753 км²; 296 736 человек)

- Всего: 36 778 км²; 2 915 000 человек (2002 год)

### Районы
1. Анн (Ann)[9]
2. Бутхидаунг (Buthidaung)
3. Гва (Gwa)
4. Киауктау (Kyauktaw)
5. Чаупхью (Kyaukpyu)
6. Маунгдау (Maungdaw)
7. Минбия (Minbya)
8. Мраук-Ю (Mrauk-U)
9. Мунаунг (Munaung)
10. Миенбон (Myebon)
11. Пауктау (Pauktaw)
12. Поннагюн (Ponnagyun)
13. Рамри (Ramree)
14. Ратхедаунг (Rathedaung)
15. Ситуэ (Sittwe)
16. Тандуэ (Thandwe)
17. Тоунгуп (Toungup)